# آنا إيلا كارول
كانت آنا إيلا كارول (29 أغسطس 1815 – 19 فبراير 1894) ناشطة سياسية أمريكية، وكاتبة مناشير سياسية، وعضو في جماعات الضغط. كتبت العديد من المنشورات التي تنتقد العبودية. ولعبت دورًا هامًا في منصبها مستشارةً لمجلس وزراء لنكولن خلال الحرب الأهلية الأمريكية (1861 - 1865).

## مسيرتها السياسية في خمسينيات القرن التاسع عشر
دخلت كارول معترك السياسة الوطنية في خمسينيات القرن التاسع عشر، بعد تعيين والدها ضابطًا بحريًا لمنطقة بالتيمور من قِبل زاكاري تايلور، رئيس حزب اليمين. بعدها بوقت قصير، توفي تايلور ووقَّع ميلارد فيلمور أمر تعيين كارول. وفي 1854، انضمت كارول إلى الحزب الأمريكي (حزب لا أدري) بعد زوال حزب اليمين. وفي ذلك الوقت، حصلت إعادة هيكلة سياسية في جميع أنحاء البلاد. وتشكل الحزب الجمهوري في نفس العام. استولى الديمقراطيون الجنوبيون المؤيدون للعبودية على قيادة حزبهم في الكونغرس بسبب هزيمة العديد من الديمقراطيين الشماليين بعد إقرار قانون كانساس – نبراسكا في مايو، قانونٌ لم يحظ بشعبية كبيرة.
في ماريلاند، تدفق عدد كبير من المهاجرين، معظمهم من الأيرلنديين والألمان الكاثوليك إلى بالتيمور أثناء المجاعة الكبرى في أيرلندا وثورات 1848 في ألمانيا، وعملوا في الميناء وساحات السكك الحديدية. بسبب هذه الزيادة السريعة في الكثافة السكانية، بدأت المنافسة مع الأحرار الملونين على السكن والوظائف؛ أصبحت الجريمة في الشوارع مشكلة حقيقية وارتفعت طلبات الإعانة. في الوقت نفسه، شكل المزارعون قوة راسخة في الولاية؛ استقر الكثير من أصحاب المزارع الكاثوليك والأسقفيين على الشاطئ الشرقي، منطقة ظلت مرتكزة على الزراعة بشكل أساسي. وفي 1853، تأسس حزب لا أدري في ماريلاند من ثلاث مجموعات وطنية أصلية في البداية. ومع ذلك، بدءًا من فبراير، ضم إليه عددًا كبيرًا من العمال المضربين عن العمل في مصنع الحديد في بالتيمور، عمالٌ رفض الحزب الديمقراطي دعمهم. وبمعارضته للديمقراطيين المؤيدين للعبودية، أصبح حزب لا أدري حزبًا قويًا، ولكنه أثار الانقسام في الولاية. كان مؤيدًا للاتحاد وللعمالة، ومعاد للكاثوليك وللمهاجرين.
شنت آنا كارول، إلى جانب إصلاحيين آخرين، حملات كتابية ضد فساد الماكينة الحضرية، والجريمة، وضد ما اعتُبر تهديدًا سياسيًا من قبل سلطة الكنيسة الكاثوليكية. وفي ماريلاند، كان من الممكن أن يجتمع تصويت أصحاب المزارع الكاثوليك/المدنيين لإنشاء حكومة مؤيدة للعبودية في الولاية. وفي 1856، انقسم حزب اليمين على المستوى الوطني إلى فصائل شمالية وجنوبية بسبب قضية العبودية. وخلال الانتخابات الرئاسية لعام 1856، أيدت كارول حملة فيلمور، مرشح حزب لا أدري، ونظمت حملة انتخابية بالنيابة عنه. كتبت كارول العديد من المقالات والمنشورات وجالت في شمال شرق البلاد نيابة عنه، وباعتباره معتدلًا، فاز فيلمور في ولاية ماريلاند، وكان هذا انتصاره الوحيد في الانتخابات.
دعمًا للحملة الانتخابية لعام 1856، نشرت آنا كارول كتابين حزبيين زادا من اتصالاتها السياسية والإعلامية بشكل كبير: المعركة الأمريكية العظيمة، أو، المنافسة بين المسيحية والرومانية الكاثوليكية السياسية ونجم الغرب، وكُتيبات مؤثرة مثل «اتحاد الولايات». كان الكتاب الأول انتقادًا لاذعًا للتأثير السياسي للكنيسة الكاثوليكية الرومانية تحت قيادة البابا بيوس التاسع. وفي 1857، أصبحت كارول الناشرة الرئيسية لحاكم ماريلاند توماس إتش. هيكس، الذي عزا فوزه إلى كتاباتها. وفي 1858، تبنّت قضية عضو الكونغرس السابق جون ماينور بوتس، عضو في الحزب الاتحادي من فرجينيا، في ترشحه للرئاسة. نشرت سلسلة من المقالات في دورية نيويورك إيفنينغ إكسبريس حول مرشحي عام 1860 تحت الاسم المستعار «هانكوك». نُشرت مقالات أخرى على مر الوقت في دورية المخبر الوطني المؤثرة، من بين منابر أخرى.

## دور الانفصال
مع انتخاب أبراهام لنكولن رئيسًا عام 1860، حررت كارول عبيدها وبدأت بالعمل من أجل معارضة انفصال الولايات الجنوبية وساعدت في إبقاء ولاية ماريلاند موالية للاتحاد. أدى انتخاب لنكولن إلى انطلاق حركة الانفصال التي بدأت بخروج ولاية كارولينا الجنوبية من الاتحاد في 20 ديسمبر 1860. كانت الولايات الستة الأولى التي انفصلت، تضم أكبر عدد من العبيد بين الولايات. وفي فبراير 1861، تشكلت الحكومة الكونفدرالية في مونتغمري ألاباما. عملت كارول في هذا الوقت مستشارة للحاكم توماس إتش. هيكس بخصوص جهود التسوية في الكونغرس. وبعد انفصال فرجينيا، أرسلت كارول للحاكم معلومات استخباراتية حول الخطط الكونفدرالية التي لربما ستؤول إلى انقلاب في العاصمة واشنطن في حال انفصلت ولاية ماريلاند.
خلال صيف عام 1861، كتبت كارول منشورًا سياسيًا ردًا على خطاب ألقاه السيد جون سي. بريكنريدج من كنتاكي في مجلس الشيوخ. اتهم فيه لنكولن بانتهاك الدستور من خلال حشد قوات الدولة في الخدمة العسكرية بعد قصف فورت سمتر، وبتعليق أوامر إحضار الأشخاص للمثول أمام المحكمة، إضافة إلى العمل بالقانون العسكري وفرض حصار بحري. قدمت كارول في منشور الرد، الذي عممته إدارة لنكولن، حججًا قانونيًة بليغة - استُخدمت لاحقًا من قبل المدعي العام إدوارد بيتس - تؤكد بأن لنكولن تصرف وفقًا للدستور، وأشارت أيضًا إلى أن لنكولن باعتباره المسؤول الأول عن تنفيذ القانون في البلاد، يمكنه استخدام كافة سلطاته لإنفاذ القانون الفدرالي في الولايات الجنوبية، وتشمل تلك الصلاحيات دوره قائدًا أعلى للقوات المسلحة. وبحلول 1862، وبموجب اتفاق مع الحكومة، كانت كارول قد أنتجت ثلاث منشورات أخرى لسلطات الحرب، قدمت فيها حججًا دستورية قوية تدعم إجراءات الحكومة الفدرالية. كتب الحاكم هيكس أن وثائق كارول وحدها أفادت في انتخاب رجل موال للحكومة الاتحادية كخلف له أكثر من «كافة وثائق الحملة مجتمعة».